# Корча
Ко́рча (алб. Korçë) — город в Юго-Восточной Албании. Административный центр округа Корча и области Корча. Население 51 152 чел., в агломерации — 65 755 чел. (перепись, 2011). Находится на высоте 850 м над уровнем моря.

## История
Город был занят греческой армией, как в ходе Первой мировой войны, так и в 1940 году в ходе победной для Греции греко-итальянской войны.

## Население
Кроме албанского большинства в Корче проживают аромуны, греки и македонцы. Среди албанцев многие православные. Однако, по данным 1913 года в городе проживало 16 тыс. человек, из них 11 тыс. греки и только 4 тыс. албанцев.

## Инфраструктура
ГНКАР осуществляет газификацию города.

## Города-побратимы
- Верона, Италия (24 июня 2006)[7][8]
- Клуж-Напока, Румыния (3 марта 2002)[9][10]
- /  Косовска-Митровица, Сербия / Косово
- Лос-Алькасарес, Испания
- Салоники, Греция
- Шеппартон, Австралия
- Янина, Греция

## Достопримечательности
- Национальный музей средневекового искусства.
- Французское военное кладбище.